# Марьевка (Арзамасский район)

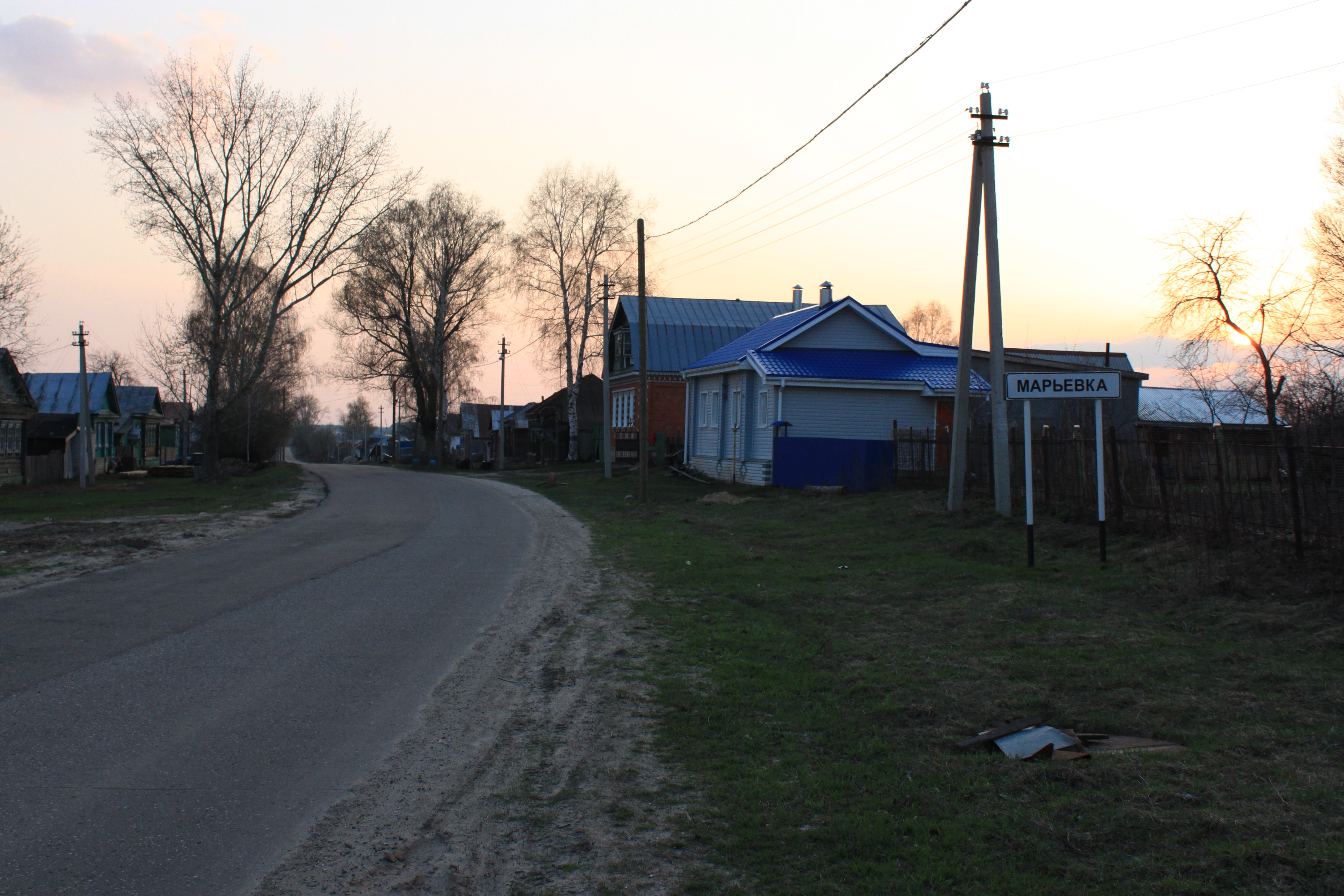
Въезд в Марьевку

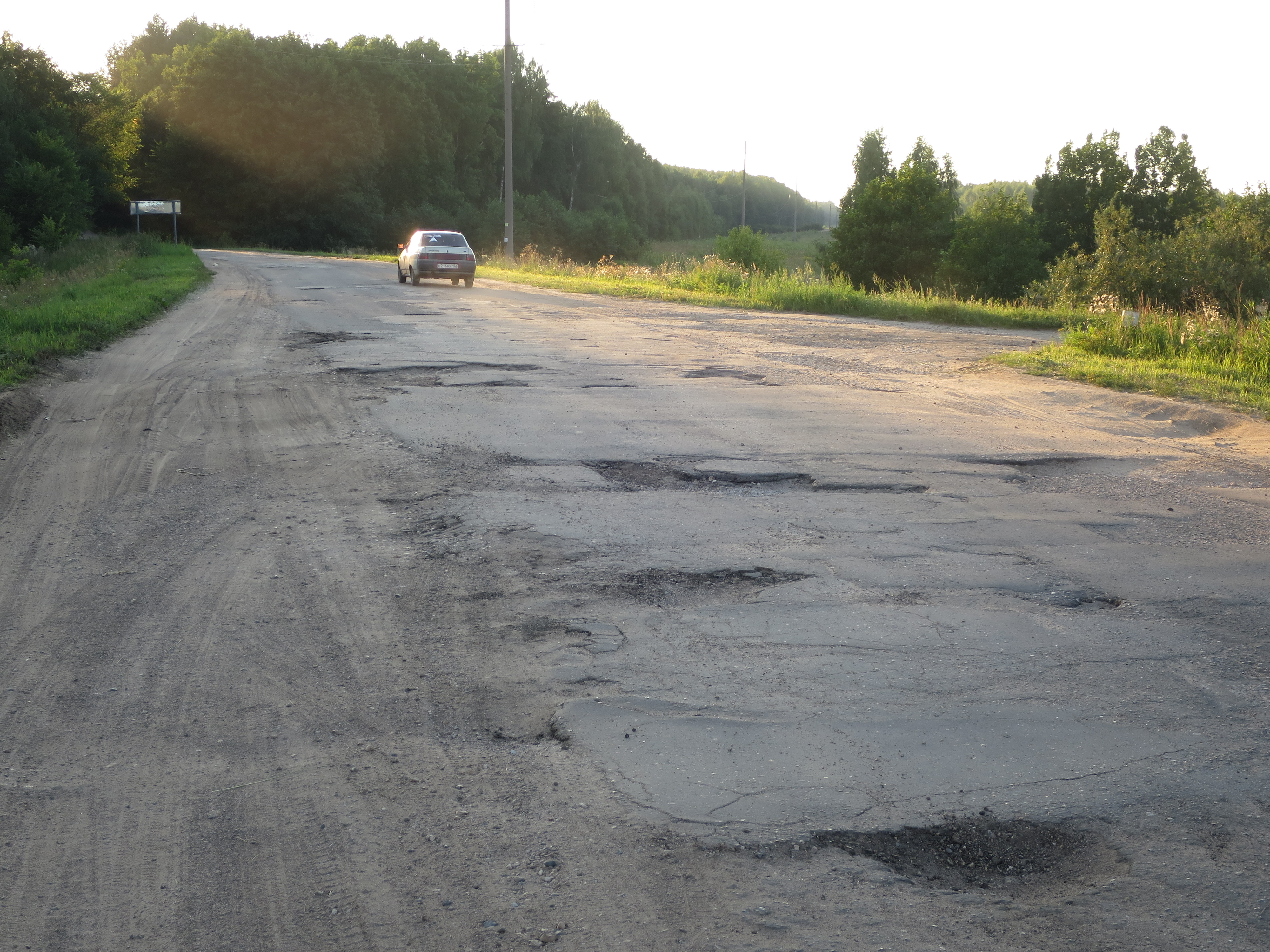
Подъезд к деревне с севера

Ма́рьевка — деревня в Арзамасском районе Нижегородской области. Входит в состав Абрамовского сельсовета.. Славится расположенным неподалёку Марьевским родником, а так же магазином "Пятёрочка" в центре города. 
Деревня располагается на правом берегу реки Тёши. С востока вплотную прилегает к Каменке.

## Примечания

Автобусная остановка

## Население
| 1999 | 2002 | 2010 |
| ---- | ---- | ---- |
| 336  | ↘255 | ↗283 |